# Четвёртая Сирийская война
Четвёртая Сирийская война — четвёртый военный конфликт между Египтом Птолемеев, с одной стороны, и государством Селевкидов, с другой. Он начался в 219 году до н. э. и закончился мирным соглашением два года спустя.

## Предыстория
К тому времени Египет был значительно ослаблен дворцовыми интригами и общественным волнением. Правление нового царя Птолемея IV Филопатора (221—204 годы до н. э.) началось с убийства царицы Береники II. Молодой царь быстро попал под влияние своих придворных, использовавших власть в своих интересах, что вызывало недовольство среди населения.
Занявший в 223 году до н. э. престол Антиох III, поставил перед собой задачу восстановить потерянные со времён Селевка I Никатора территории страны, простиравшейся ранее до Греко-Бактрийского царства и Индии на востоке, от Геллеспонта на севере до Сирии на юге. К 221 году до н. э. он восстановил контроль Селевкидов над восточными провинциями и в Анатолии. После этого Антиох III обратил свой взор на Сирию и Египет.

## Ход войны
Антиох III использовал нестабильность в Египте в своих интересах. После первого неудачного вторжения в 221 году до н. э., он в 219 году до н. э. начал новую войну с Египтом, захватив Селевкию в Пиерии и города в Финикии и Палестине, в том числе город Тир. Вместо быстрого вторжения на территорию Египта, Антиох III более года находился в Финикии, укрепляя новые территории и ожидая дипломатических шагов от Египта.
Министр Птолемея IV Сосибий начал с Антиохом III переговоры с целью выиграть время, попутно осуществляя набор и обучение новой армии. При этом было введено существенное нововведение: теперь в войска принимались не только мужчины из местного греческого населения и иноземные наемники, как обычно комплектовались эллинистические армии, но и коренные египтяне в значительном количестве (не менее 30 тысяч фалангистов). Летом 217 года до н. э. Птолемей IV разгромил армию Антиоха III в битве при Рафии — крупнейшем сражении после битвы при Ипсе. Эта победа позволила Птолемеям выиграть войну, но привлечение египтян в армию обошлось им в немалую внутриполитическую цену - позиции египетского воинства, неполноправного по сравнению с воинами-греками, усилились, и солдаты-египтяне начали предъявлять свои требования, участвуя в волнениях. Позднее это привело к значительным последствиям для внутриполитической жизни в Египте, где с этого времени начинается длительный период нестабильности, восстаний египетского населения, междоусобной борьбы внутри правящей династии и экономического упадка.

## Последствия
Благодаря победе Птолемей IV получил контроль над Полой Сирией, но отказался далее воевать с империей Антиоха III для завоевания Селевкии в Пиерии. В следующие годы царство Птолемеев продолжало слабеть, страдая от экономических проблем и восстаний. Среди египтян, сражавшихся при Рафии, распространялись националистические идеи. Уверенные в успехе и хорошо обученные, египтяне подняли восстание и основали собственное царство в Верхнем Египте, завоёванное Птолемеями лишь около 185 года до н. э.